# Proviantbach

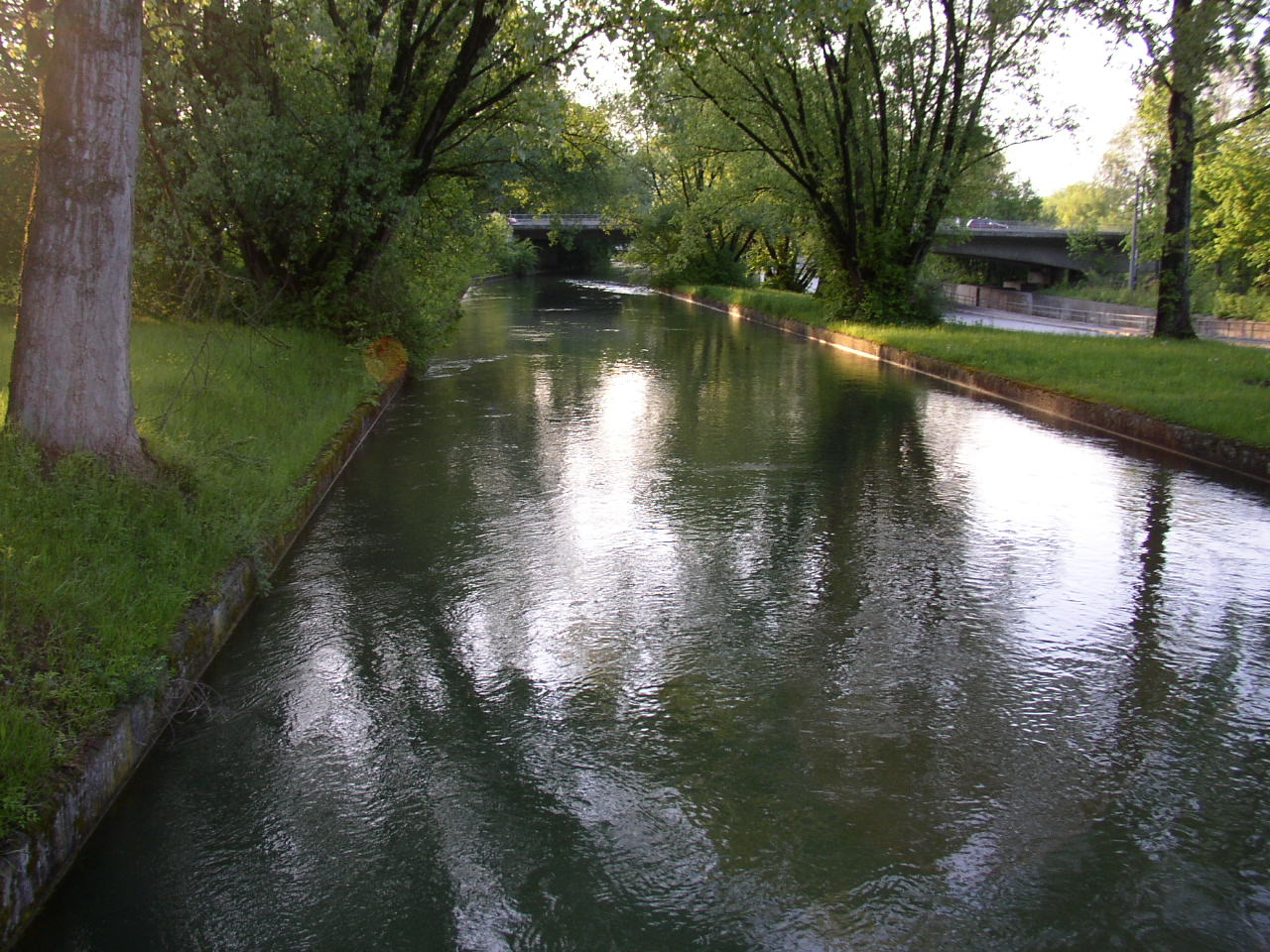
Der Proviantbach verläuft parallel zu Lech und Berliner Allee (Blick auf MAN-Brücke).

Der Proviantbach ist ein etwa 4,4 km langer Lechkanal von Augsburg und ein Teil von Augsburgs historischer Wasserwirtschaft.

## Verlauf
Der Proviantbach entsteht im Augsburger Textilviertel zusammen mit dem Hanreibach aus der Gabelung des Herrenbachs an der Geisbergschleuse auf Höhe der Reichenberger Straße und wird aus am Hochablass abgezweigtem Lechwasser gespeist. Auf seinem weiteren Verlauf in Richtung Norden streift der Bach zunächst das Proviantbachquartier, eine ehemalige Arbeitersiedlung für Arbeiter der Mechanischen Baumwollspinnerei und Weberei Augsburg. Anschließend erreicht der Bach den ehemaligen Schlacht- und Viehhof an der gleichnamigen Proviantbachstraße. Von dort verläuft der Proviantbach annähernd parallel zum Lech und treibt ein Kraftwerk in der Turbinenhalle Spinnerei-Altbau der Baumwollspinnerei an. Nach Querungen der Amagasaki-Allee und der Lechhauser Straße wird der Hanreibach wieder mit dem Proviantbach vereinigt. Im letzten Abschnitt quert der Proviantbach die Stadtbachstraße und fließt dann am Rande des Werksgeländes von UPM-Kymmene in die Wolfzahnau. Dort vereinigt sich der Proviantbach mit dem Stadtbach und wird zum Auslaufkanal, welcher dann nach rund 1 km im Wasserkraftwerk auf der Wolfzahnau energetisch genutzt wird und anschließend zurück in den Lech mündet.

## Geschichte
Der Name Proviantbach kam im Mittelalter auf, weil das reichsstädtische Proviantamt über diesen bis zu 12 m breiten Kanal per Floß mit Handelswaren wie Getreide, Holz, Baukalk und Bausteinen versorgt wurde. Im Jahr 1898 wurde westlich dieses alten Proviantamts der Schlacht- und Viehhof Augsburg erbaut.
Bis 1853 mündete der parallel zum Lech laufende Proviantbach südlich der heutigen MAN-Brücke in den Lech. Weil einige Industriebetriebe den Bach zur Energiegewinnung nutzen wollten, verlängerte man den Kanal bis in die Wolfzahnau. Im Jahre 1877 wurde der Proviantbach begradigt und sein Spiegel tiefergelegt.